# Ulica Sienna w Krakowie
Ulica Sienna – ulica w Krakowie, w dzielnicy I Stare Miasto, na Starym Mieście.
Prowadzi z Rynku Głównego za linię Plant do skrzyżowania ul. Westerplatte, ul. św. Gertrudy i ul. Starowiślnej. Jest pierwszym elementem dawnego traktu do Wieliczki, Tarnowa i Lwowa. Jej przedłużeniem jest ulica Starowiślna.
Wytyczona została w czasach lokacji miasta, w 1257 roku. Nazwa Sienna tłumaczona jako „miejsce sprzedaży siana” występowała w XV w. Wcześniej ulicę nazywano Zwierzęcą – pędzono nią zwierzęta do rzeźni Na Kotłowem, za murami ówczesnego miasta. Następnie była nazywana Szkolną ze względu na pobliską szkołę Panny Marii

## Zabudowa
- ul. Sienna 1 (Rynek Główny 6) – Szara Kamienica. Boczna fasada kamienicy oraz skrzydło przebudowane na oficynę w XVII wieku.
- ul. Sienna 2 (Rynek Główny 5) – Kamienica Bidermanowska. Zbudowana w latach 1912–1914 według projektu Henryka Lamensdorfa po wyburzeniu w roku 1907 starej zabudowy. Od 2002 do 2013 roku w kamienicy mieścił się EMPiK.
- ul. Sienna 3 – kamienica z XV–XVII wieku, przebudowana według projektu Stanisława Gołębiowskiego w 1833. Następna przebudowa w 1878.
- ul. Sienna 4 (pl. Mariacki 8) – Dom Pod Ogrojcem. Kamienica z 1896 roku na miejscu wyburzonej starszej.
- ul. Sienna 5 – Dom Arcybractwa Miłosierdzia. Jest siedzibą Arcybractwa Miłosierdzia, założonego przez księdza Piotra Skargę w roku 1584.
- ul. Sienna 6 (pl. Mariacki 7) – Dom Księży Mansjonarzy zbudowana w 1912 według projektu Adolfa Szyszko-Bohusza.
- ul. Sienna 7 (ul. Stolarska 2) – Kamienica Gutkowskiego. Gdzie mieszkał i miał pracownię Tadeusz Kantor.
- ul. Sienna 8a (Mały Rynek 8) – Konwent jezuitów.
- ul. Sienna 13 – budynek dawnego Gimnazjum św. Jacka.
- ul. Sienna 16 (ul. św. Krzyża 2–4) – budynek dawnego Szpitala Ubogich Parafii Mariackiej. Do roku 2020 siedziba dyrekcji Archiwum Narodowego w Krakowie.
- ul. Sienna 17 – dawne jatki rzeźnicze (jatki dominikańskie).

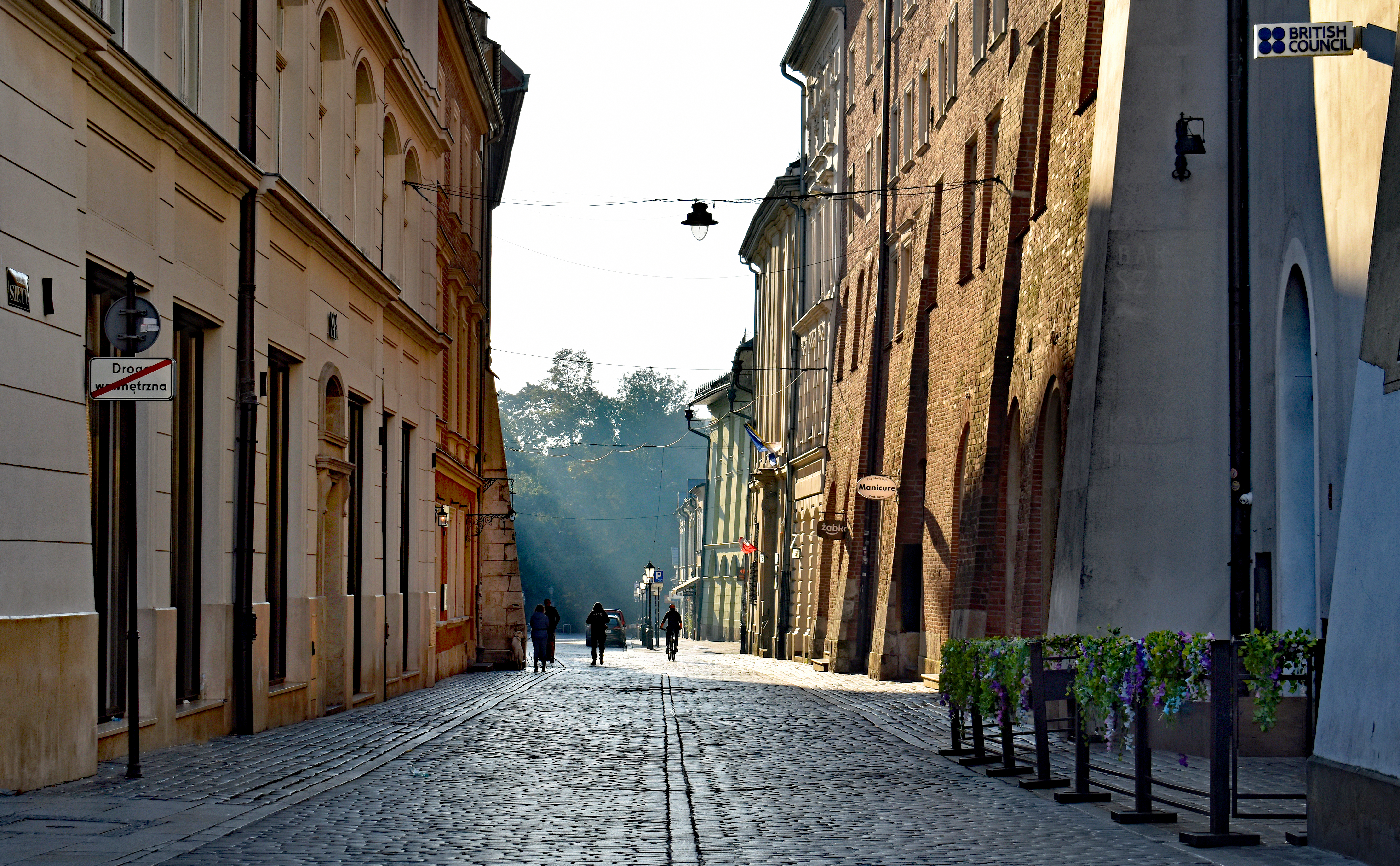
Ulica widziana z Rynku Głównego.
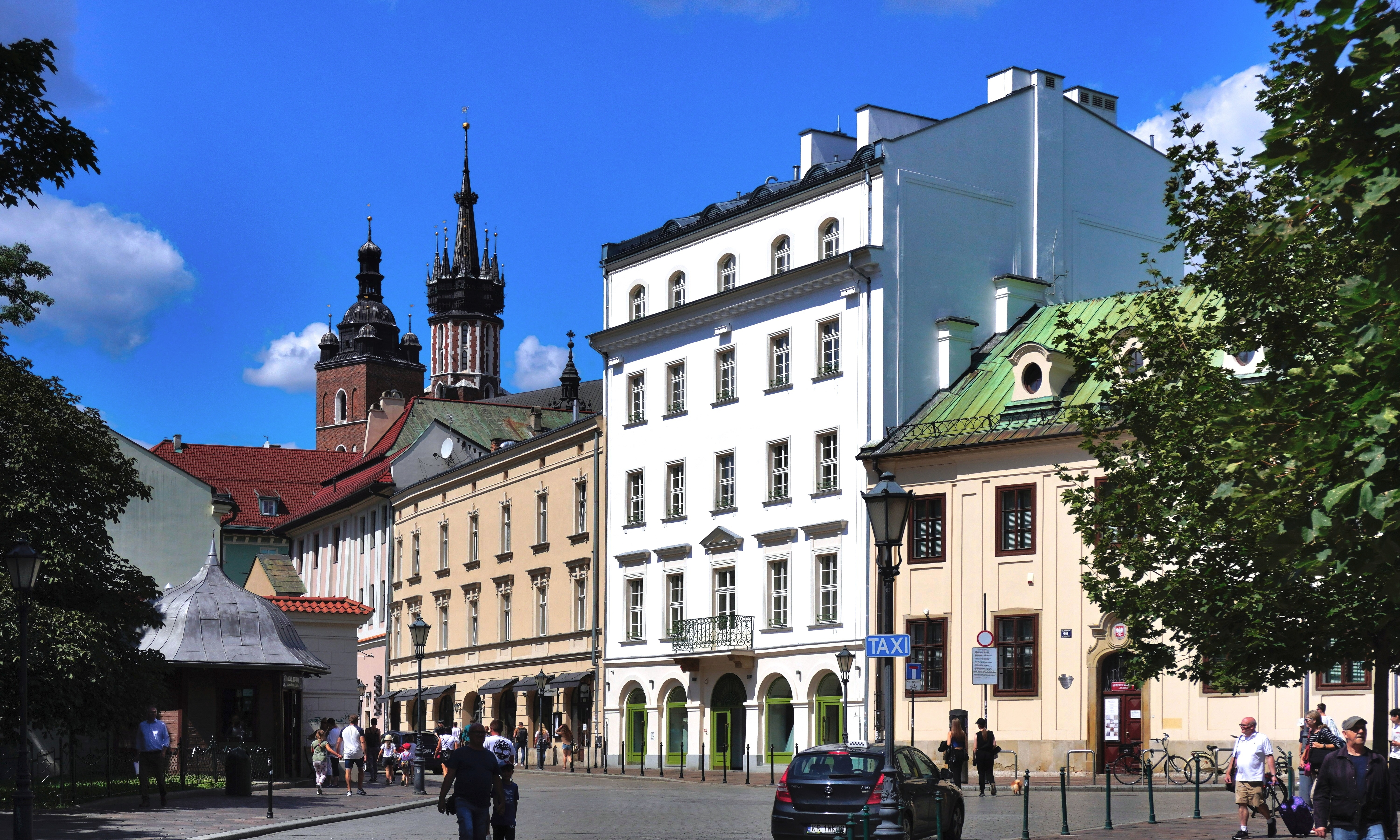
Zabudowa ulicy, widok z Plant
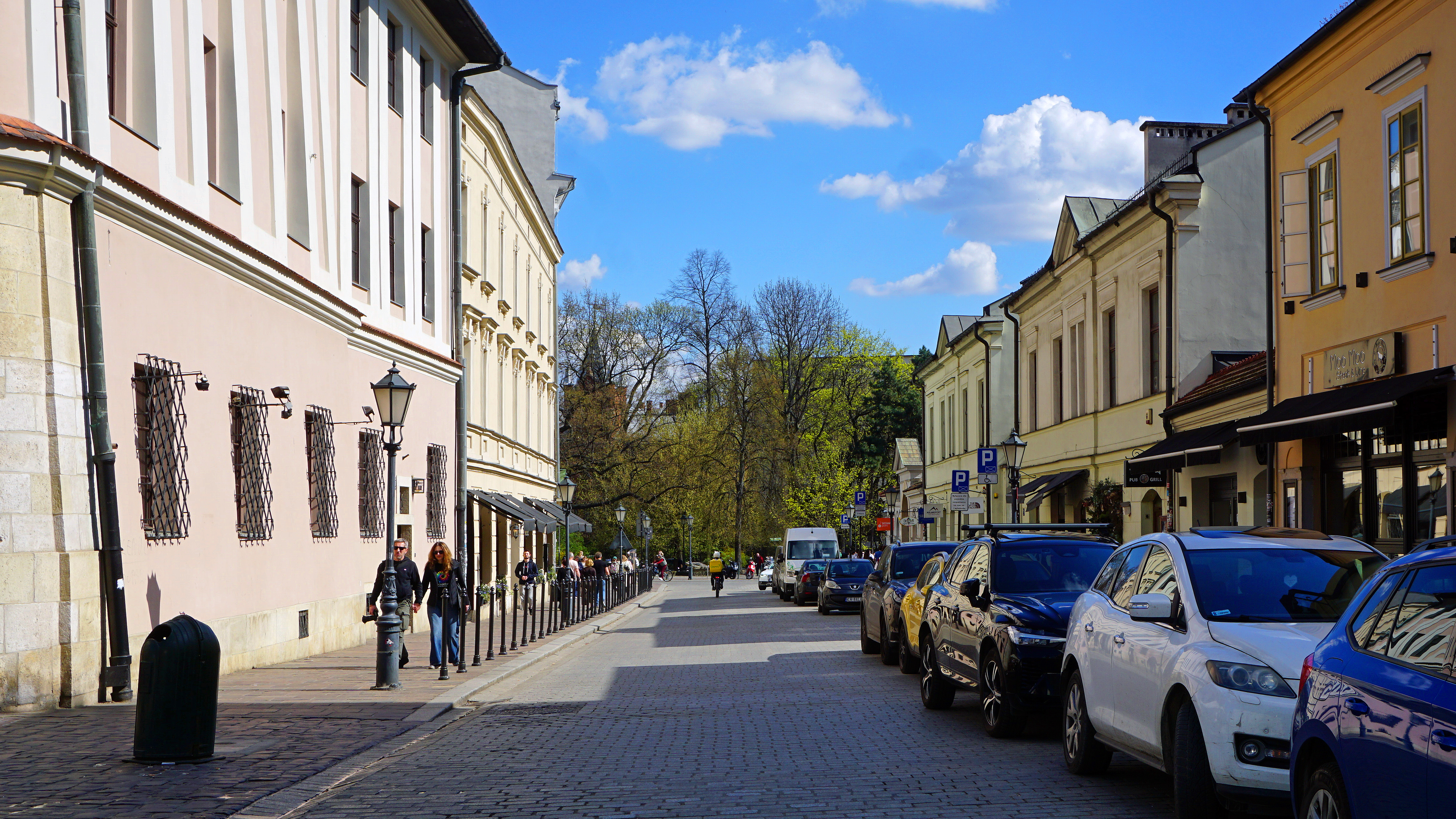
Widok na wschód na wysokości skrzyżowania z ulicą Stolarską
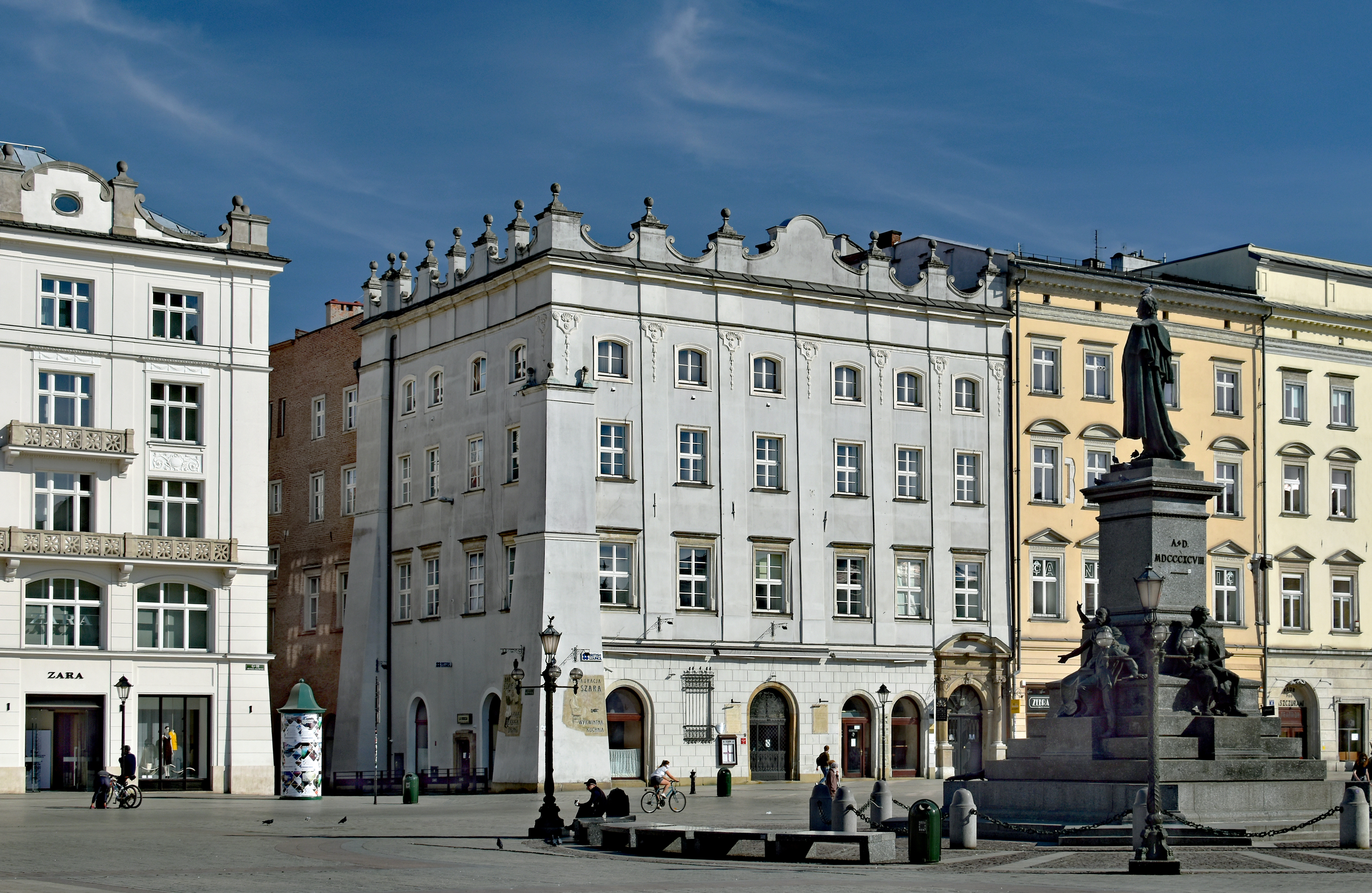
ul. Sienna 1 Szara Kamienica
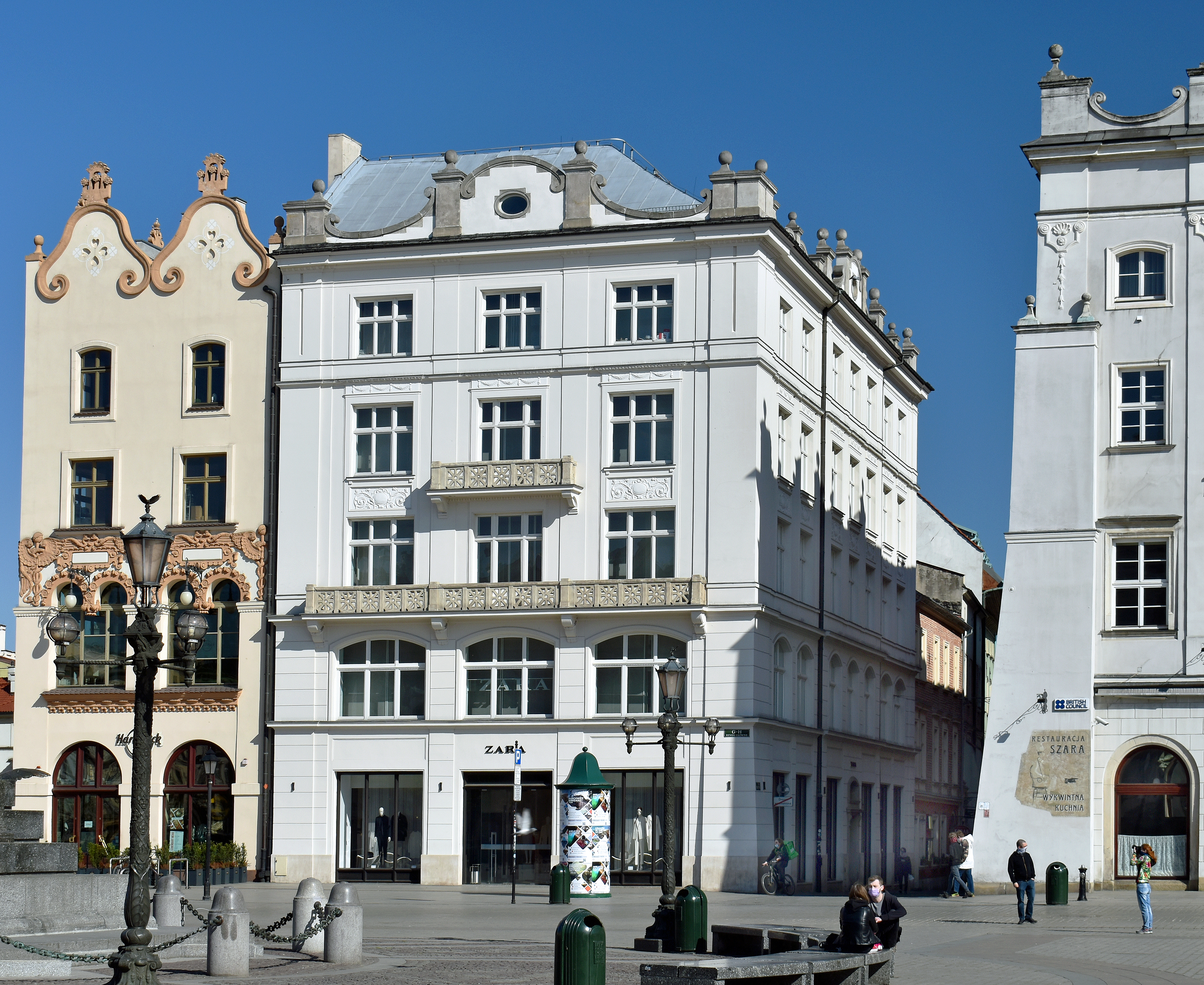
ul. Sienna 2 Kamienica Bidermanowska
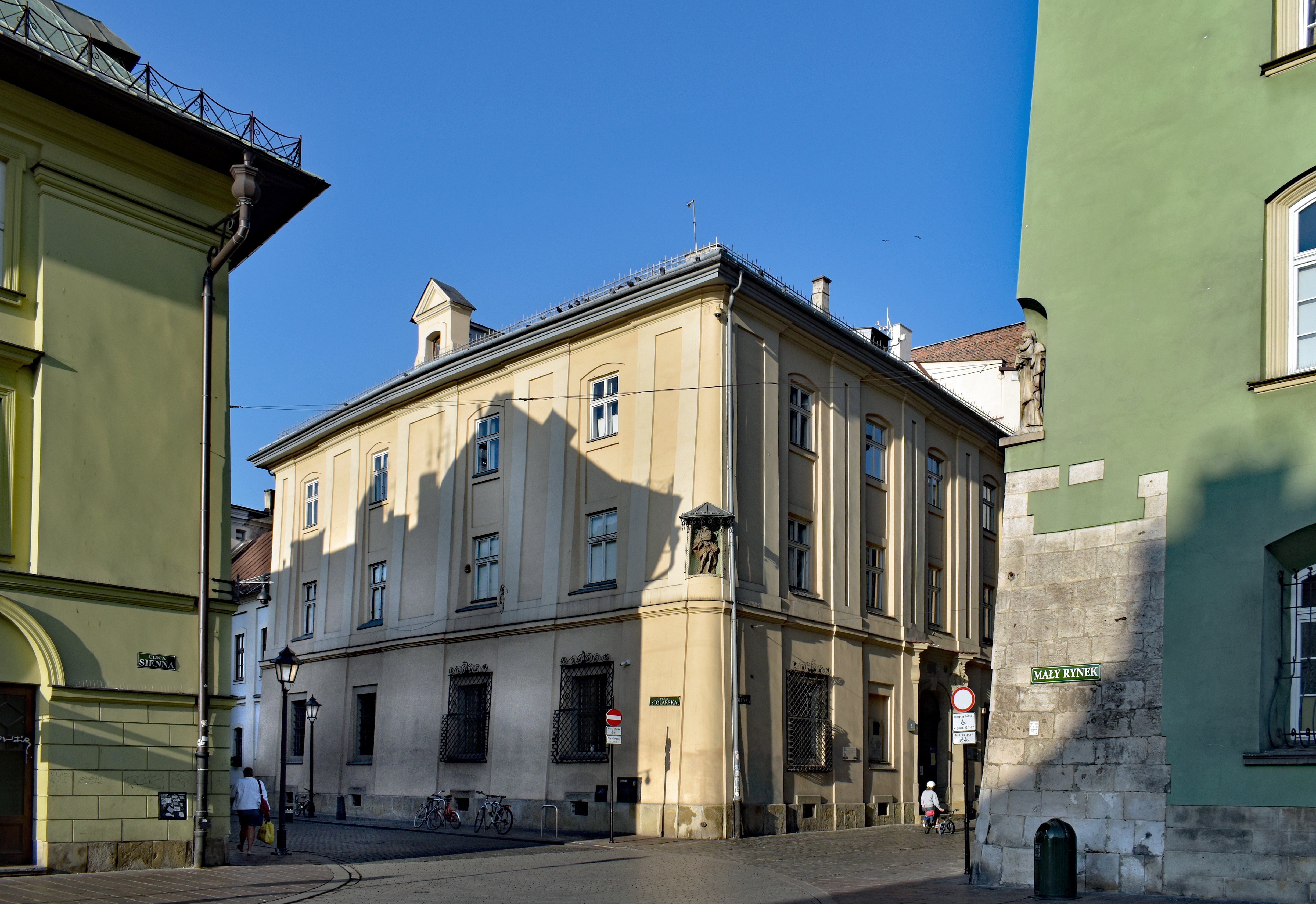
ul. Sienna 5 Dom Arcybractwa Miłosierdzia
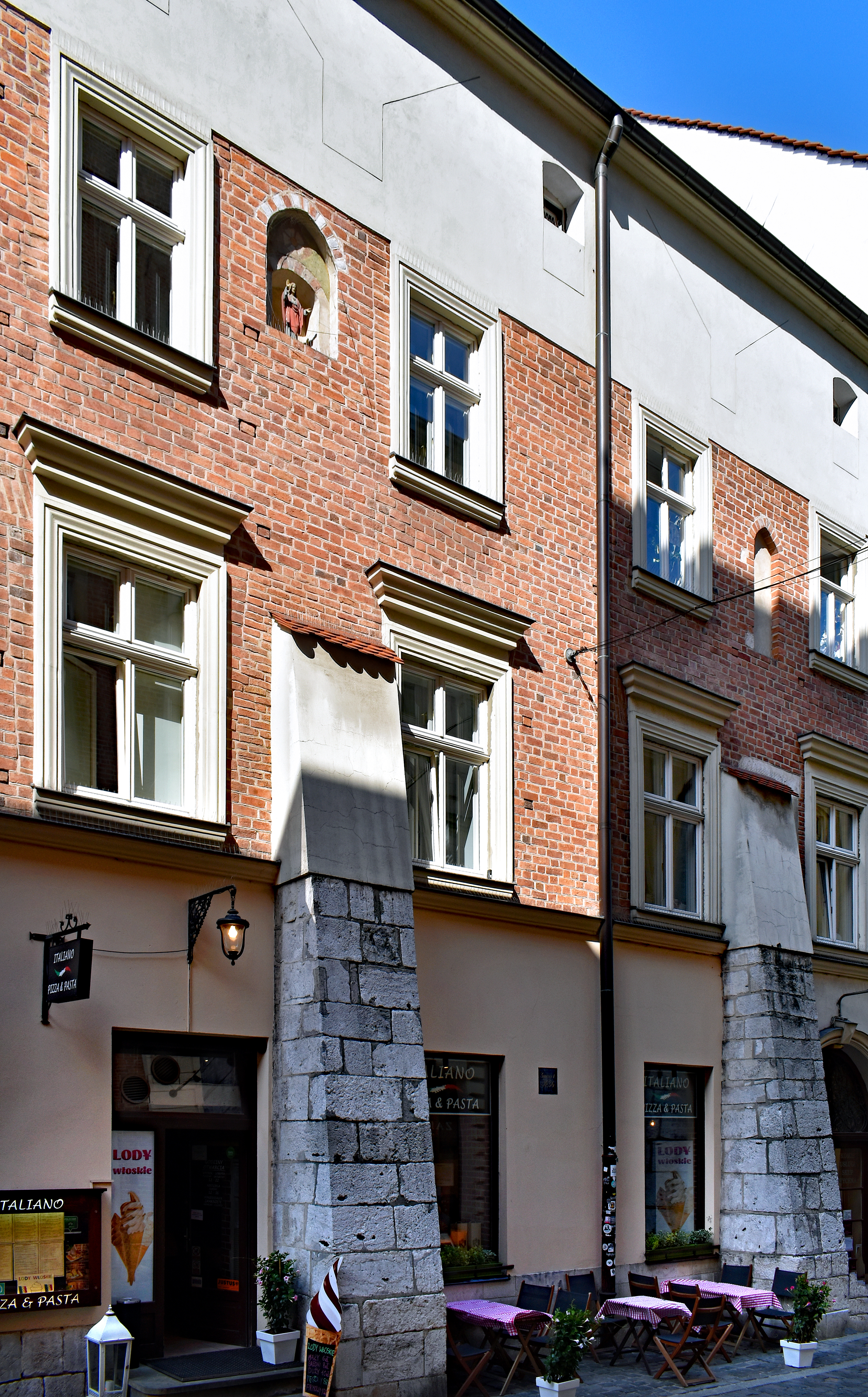
ul. Sienna 6 Dom Księży Mansjonarzy
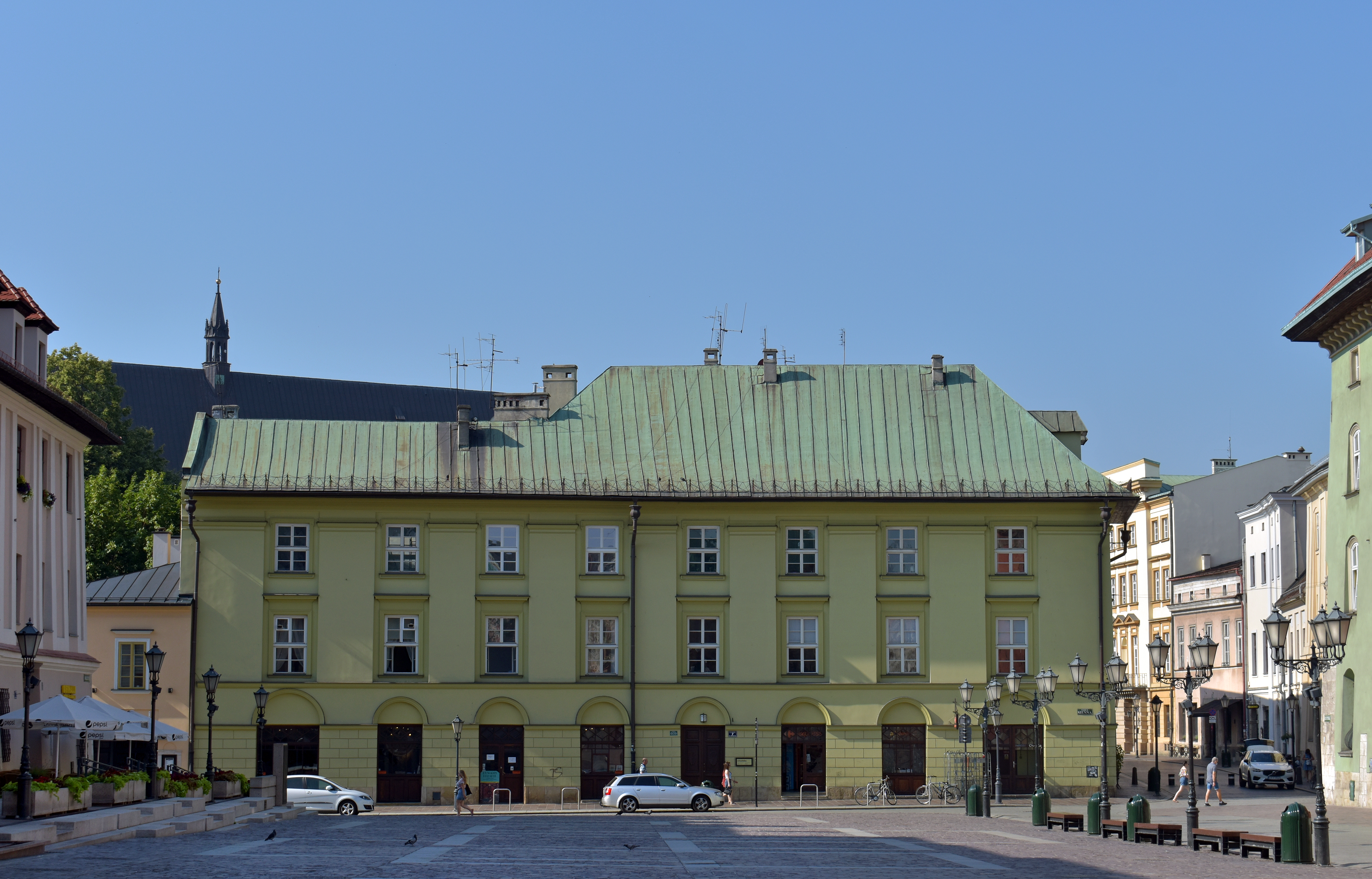
ul. Sienna 7 Kamienica Gutkowskiego
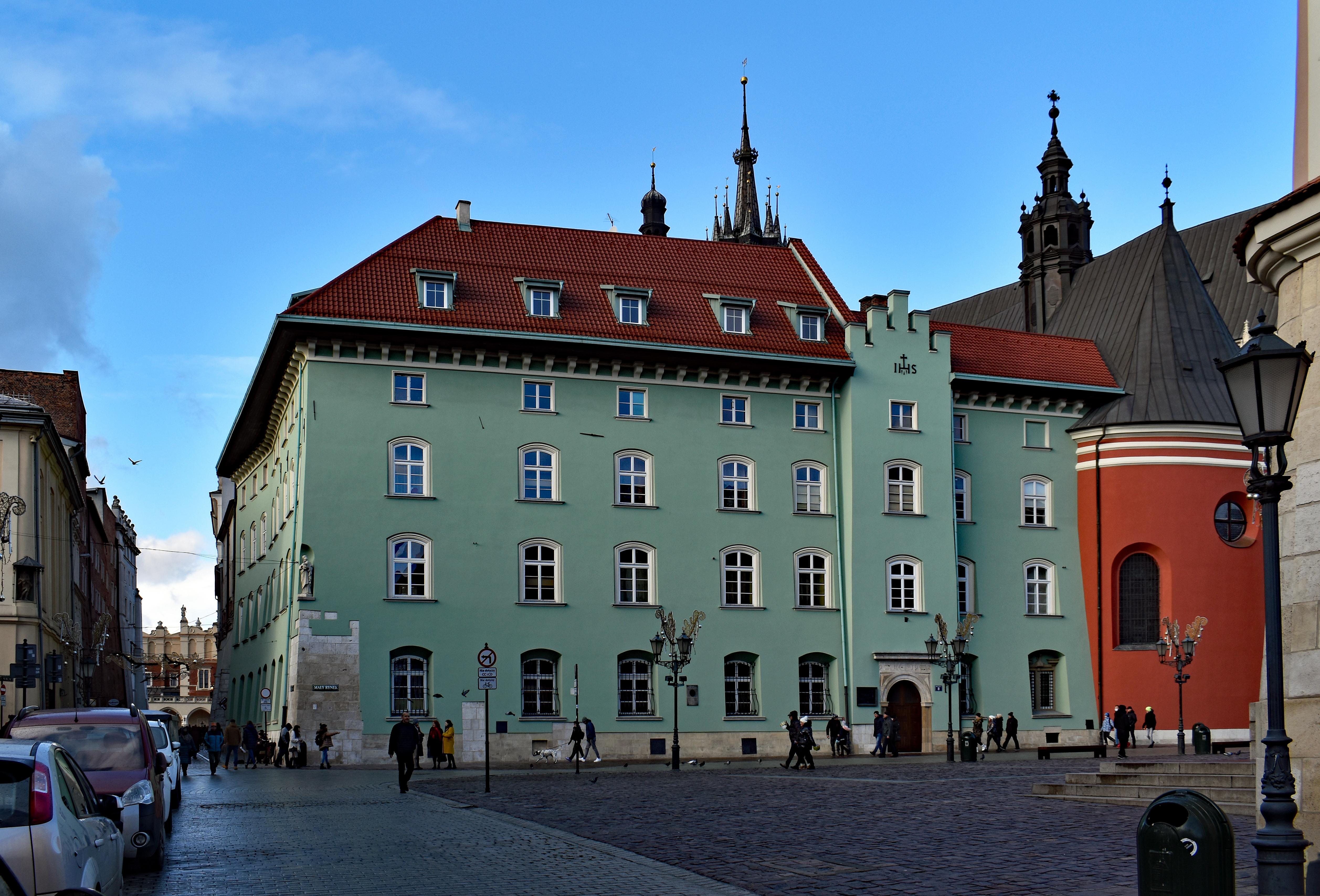
ul. Sienna 8a Konwent jezuitów
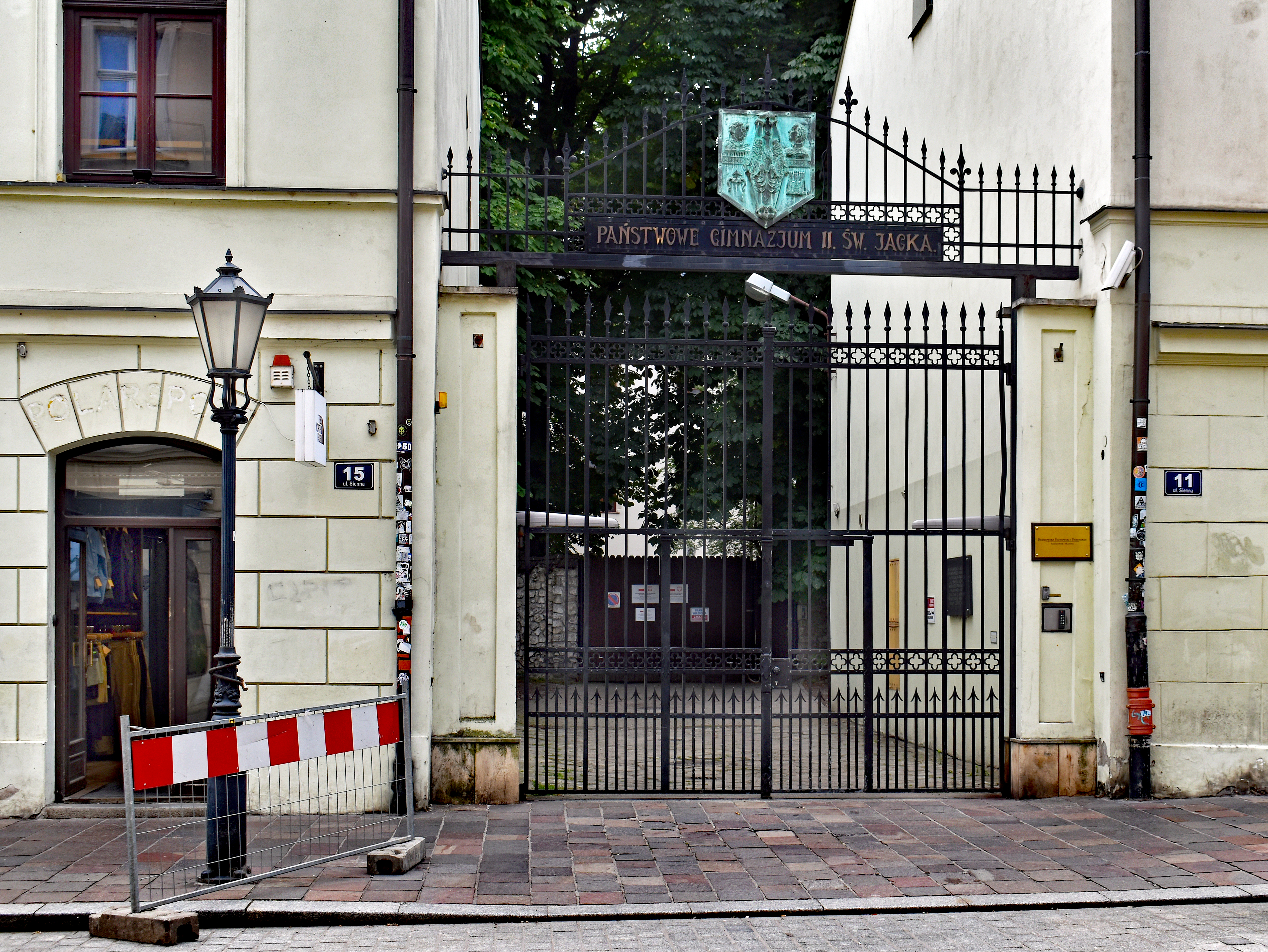
ul. Sienna 13 Brama wejściowa do dawnego Gimnazjum św. Jacka
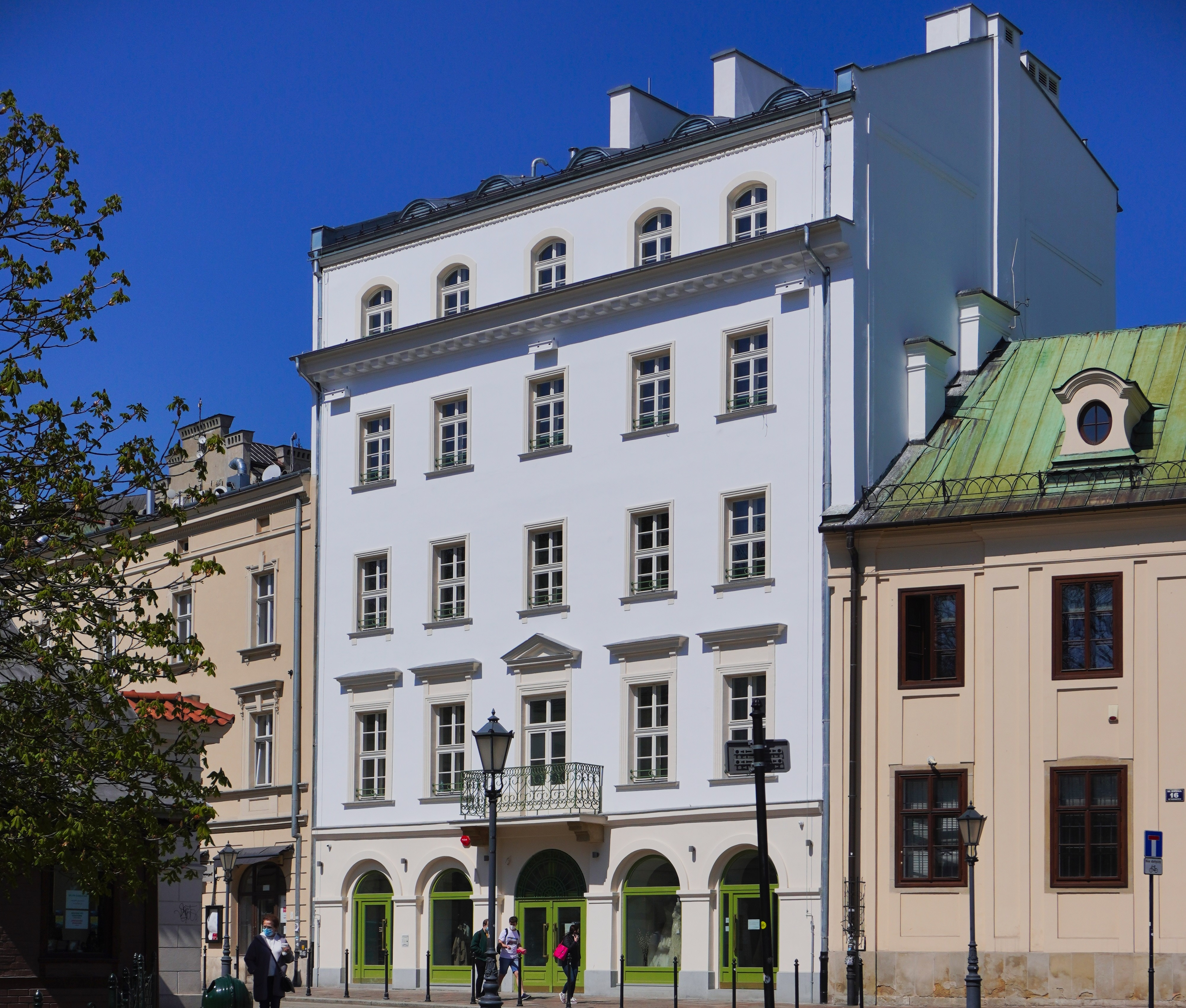
ul. Sienna 14 Kamienica (XIX/XX wiek)
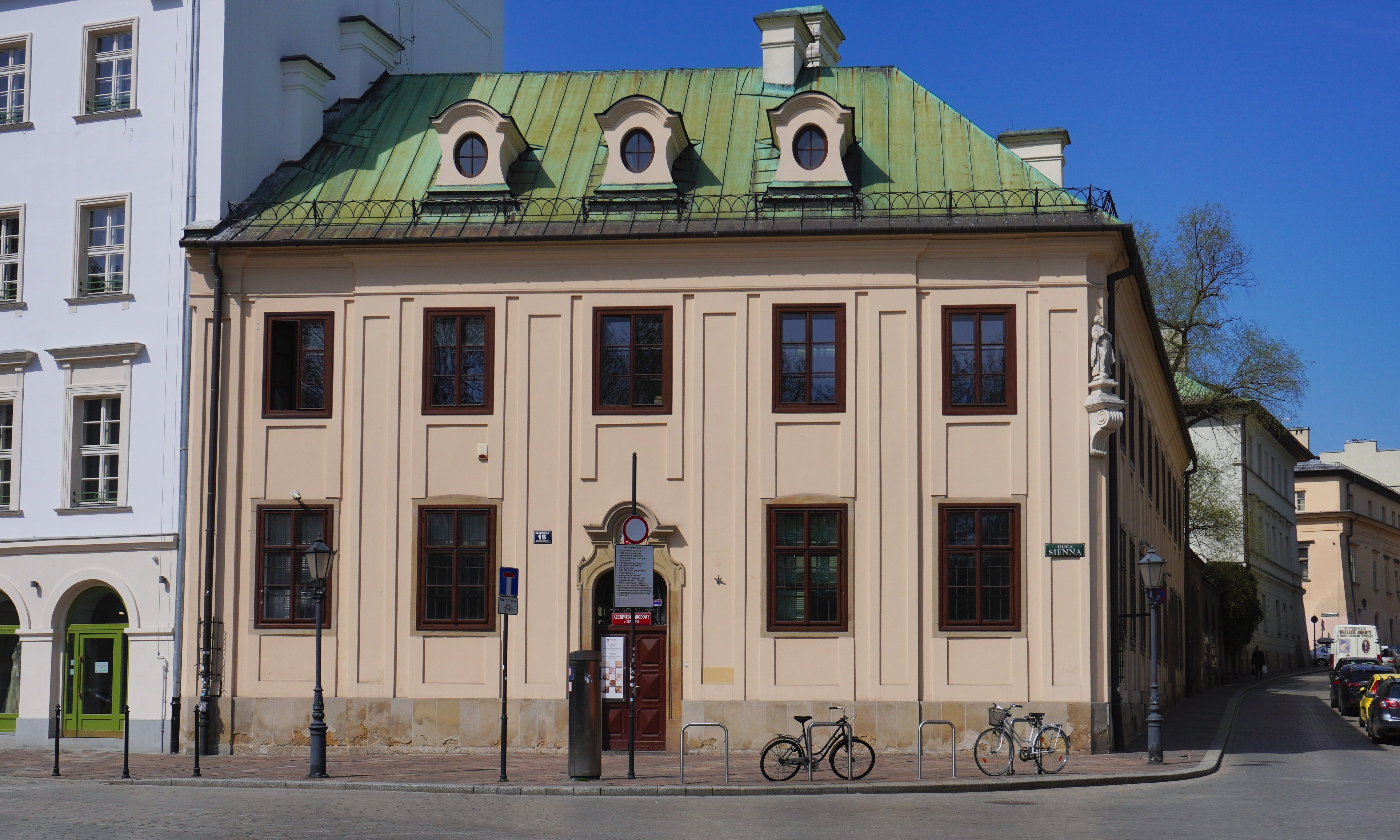
ul. Sienna 16 Budynek dawnego Szpitala Ubogich Parafii Mariackiej
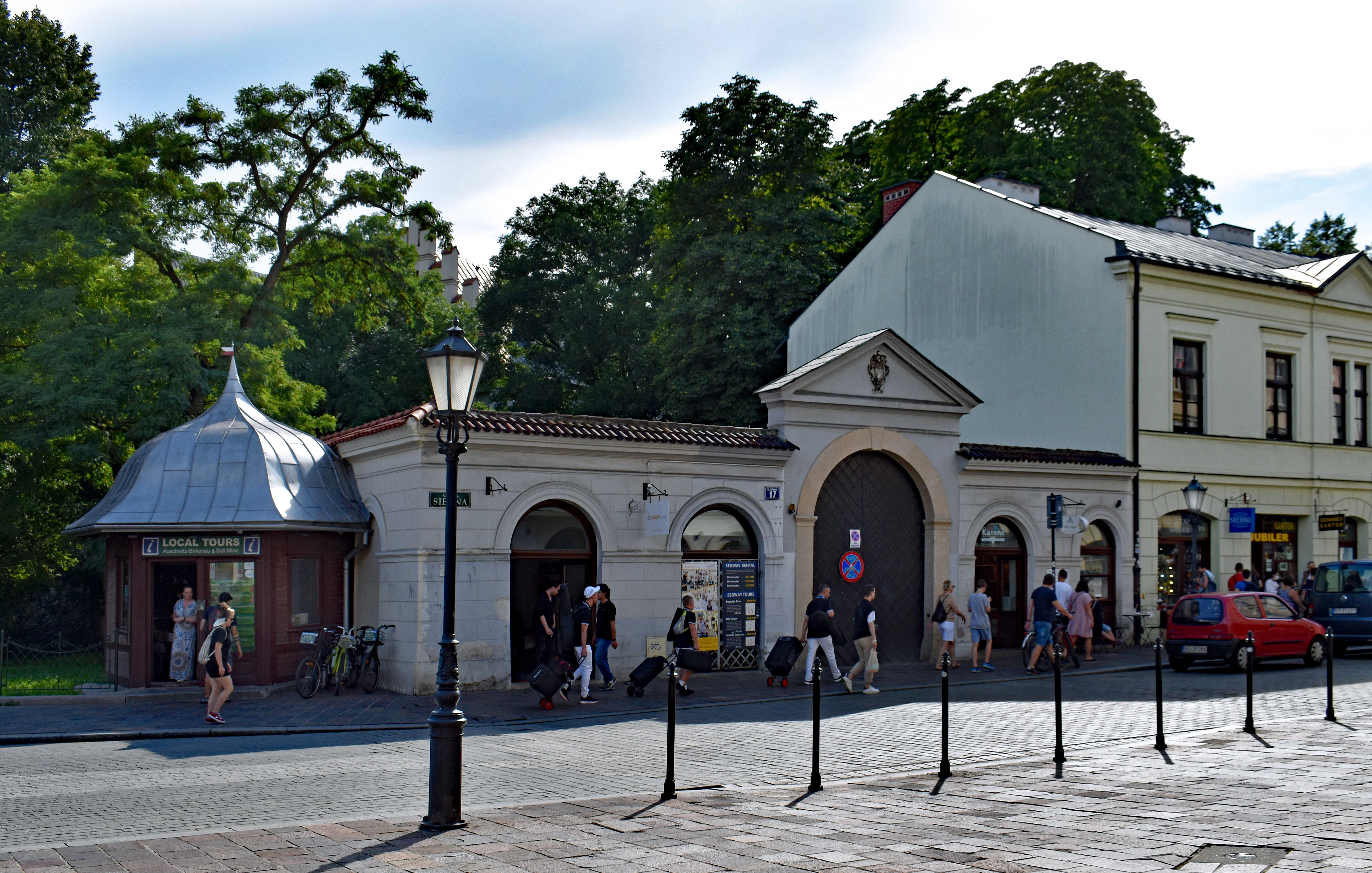
ul. Sienna 17 Jatki dominikańskie i dawna trafika